# Lahouna
Le Lahouna (ukrainien : Лагуна) est un navire collecteur de renseignements de la marine ukrainienne qui a été construit à l'origine à l'usine de construction navale de Kuznya na Rybalskomu (en) (anciennement Leninska Kuznya). Le nouveau navire de reconnaissance est basé sur le Project 502 EM, un  projet de chalutier congélateur moyen Type Vasily Yakovenko conçu pour la pêche au chalut de fond pélagique.

## Historique

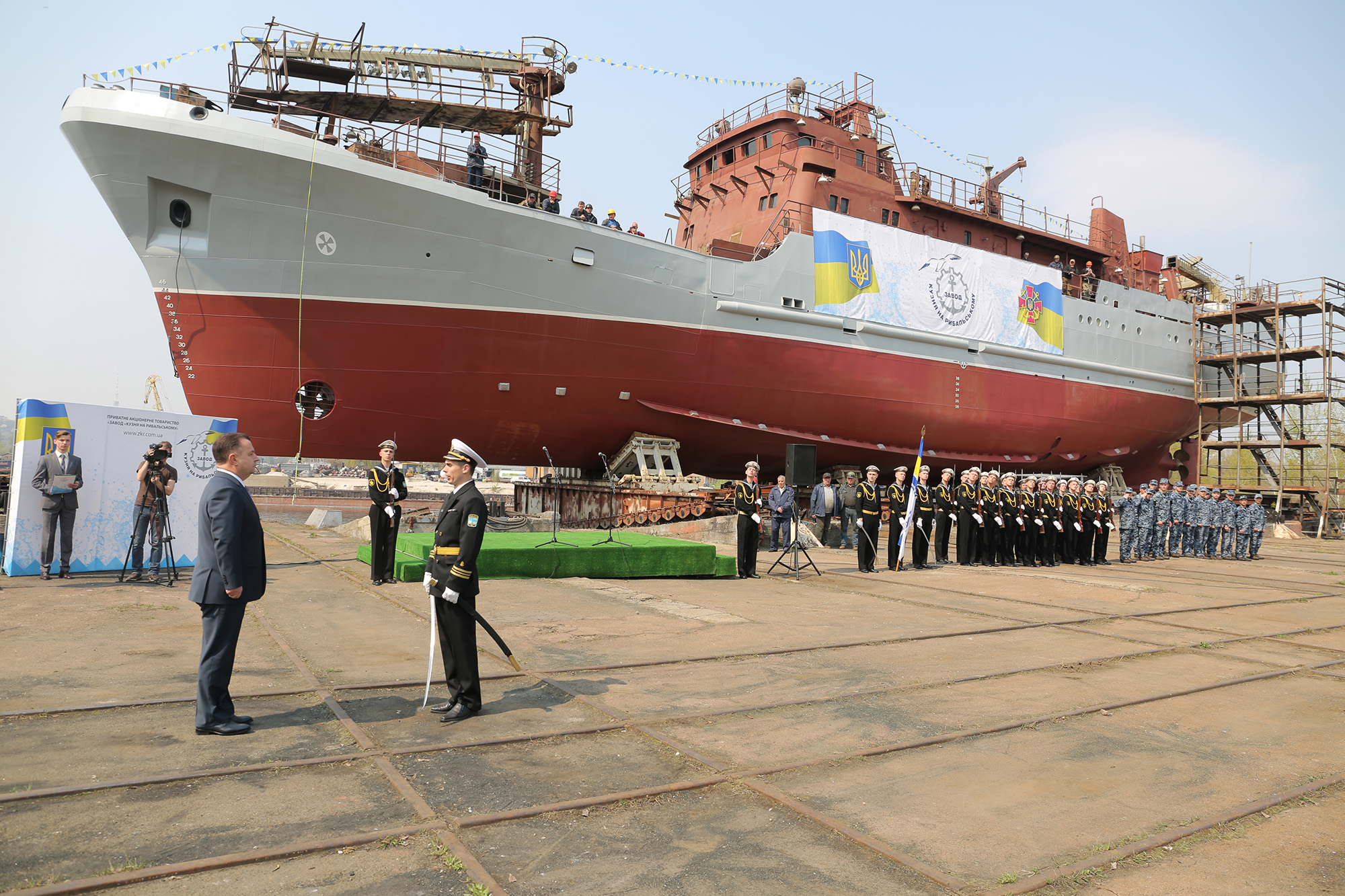
Lancement du Lahouna

Le commandant adjoint des forces navales d'Ukraine a annoncé la construction future d'un nouveau navire pour la marine ukrainienne lors de son interview pour l'une des chaînes de télévision d'Odessa en mars 2017. Kuznya na Rybalskomu a été désigné comme le principal fabricant . Le Lahouna a été lancé, comme nouveau navire de reconnaissance moyen pour la marine ukrainienne, le 23 avril 2019 .
Le 29 mai 2019, un incendie s'est déclaré lors d'une opération de soudage, qui s'est éteint en quelques heures .
Le 8 octobre 2019, ce navire a emprunté le Dniepr,  sur un quai flottant, pour l'emmener à Odessa, pour son achèvement et sa mise en service. En particulier, différentes antennes seront installées pendant les travaux, à savoir la station de renseignement radio Melchior et d'autres systèmes .
Le 30 janvier 2020, il est parti en mer pour effectuer les tests techniques avant d'être mis en service .